# امبودیماهابیبو
امبودیماهابیبو (به لاتین: Ambodimahabibo) یک سکونتگاه مسکونی در ماداگاسکار است که در سوفیا (ماداگاسکار) واقع شده‌است.

## خصوصیات
امبودیماهابیبو ۹٬۰۰۰ نفر جمعیت دارد و ۲۰۸ متر بالاتر از سطح دریا واقع شده‌است.